# Acidente ferroviário de Nova Jérsei em 2016
Em 29 de setembro de 2016, um trem de passageiros da linha Pascack Valley que havia partido da estação Spring Valley às 7:23 (EDT UTC−4) em direção ao Terminal Hoboken em Nova Jérsei não conseguiu parar ao se aproximar do terminal e ultrapassou o para-choque do final do terminal, parando somente na parede do final da plataforma, este choque causou a morte confirmada de uma pessoa e ferimentos em outras 114. As causas ainda estão sob investigação O condutor do trem estava entre os feridos do acidente.

## O acidente
Às 7 h 23 min (EDT UTC−4) o trem #1614 com destino ao Terminal Hoboken parte da estação Spring Valley. Era o horário de pico da manhã, tudo parecia bem, mas o trem ao se aproximar do terminal parecia não conseguir diminuir a velocidade, em consequência adentrou no terminal acima do limite permitido, bateu no final da plataforma, deu uma subida e só parou na parede. Causou uma morte e pelo menos 114 feridos. O trem é constituído por quatro vagões modelo NJT Comet V sendo que o primeiro é motorizado mas só funciona em conjunto com a adição de uma locomotiva  geralmente a diesel no final da da composição, neste caso uma locomotiva EMD GP40, este tipo é conhecido como reversível ou push-pull.

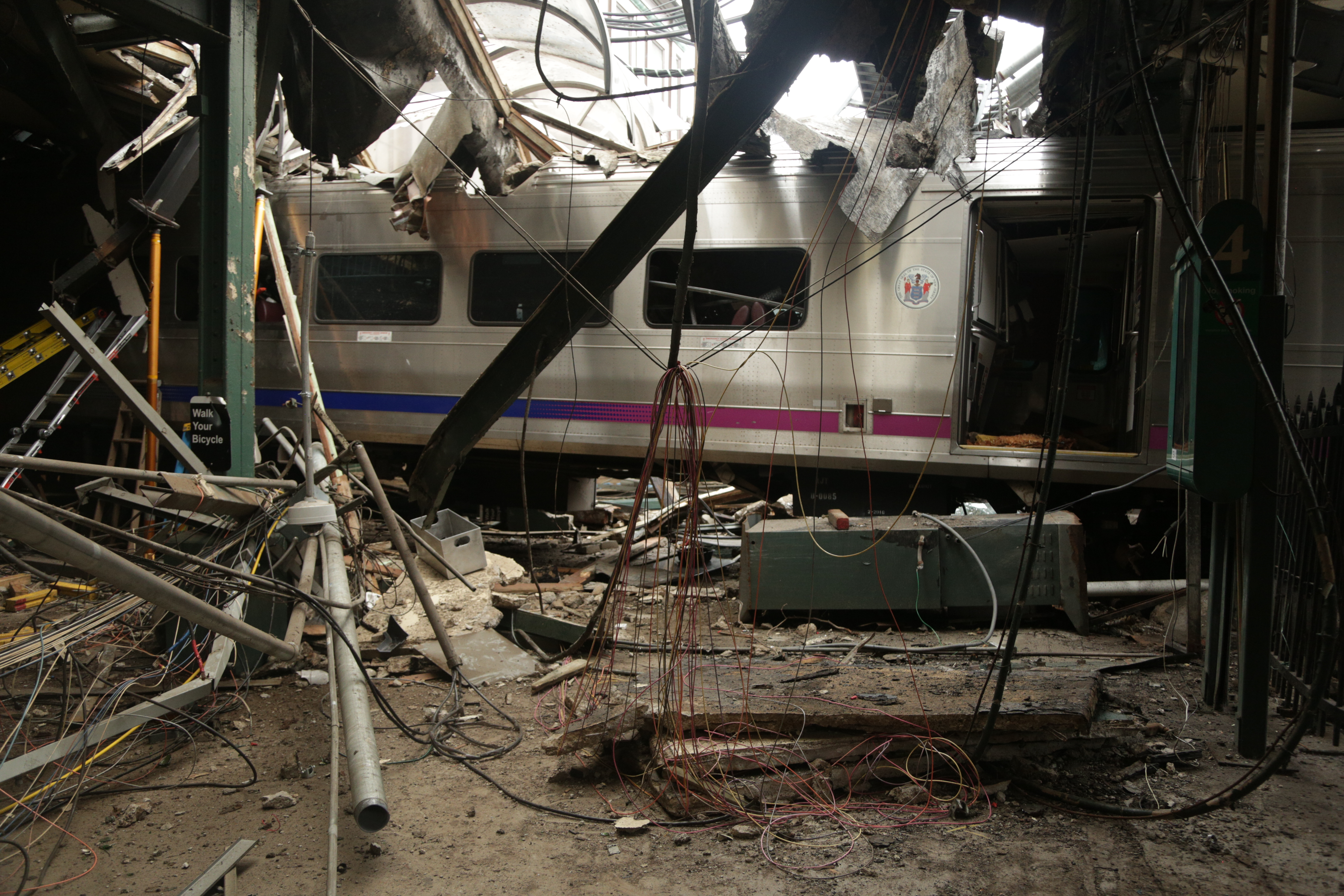
Vagão condutor #6036 envolto por destroços do telhado do terminal após a colisão.
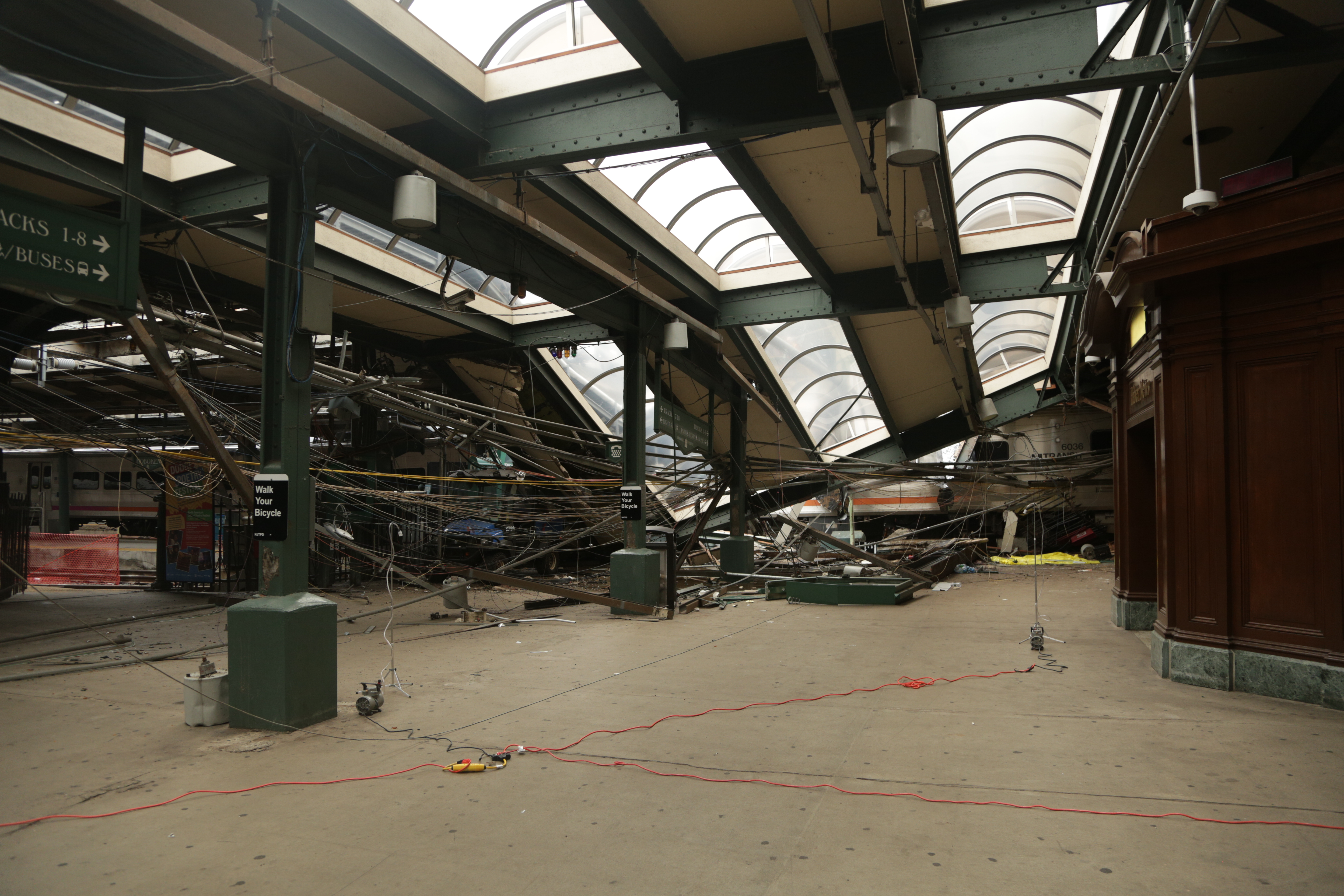
Partes do teto do terminal no chão após o acidente.

## Investigação
A National Transportation Safety Board (NTSB) está investigando o acidente, e uma equipe foi enviado para o local do acidente. A Federal Railroad Administration também está investigando as causas. Apesar de gravemente ferido, o condutor está cooperando com as investigações. Um acidente parecido havia acontecido na mesma estação no ano de 1985 ferindo 54 pessoas; na época, foi dito que a causa do acidente havia sido a adição de lubrificante nos trilhos para um teste nas rodas do trem.. Em 2011 também ocorreu um acidente na estação do metro no subsolo do terminal.